# David Garrett (album)
David Garrett album skrzypka Davida Garretta z 2009 roku, wydany przez wytwórnię Decca Records w Stanach Zjednoczonych. Utwory pochodzą z poprzednich płyt Encore i Virtuoso.

## Lista utworów
1. "Summer" (Antonio Vivaldi)
2. "Nothing Else Matters" (Metallica)
3. "He's a Pirate" (Piraci z Karaibów: Klątwa Czarnej Perły
4. "Smooth Criminal" (Michael Jackson)
5. "Csardas - Gypsy Dance" (Vittorio Monti)
6. "Who Wants to Live Forever?" (Queen)
7. "Thunderstruck" (AC/DC)
8. "Ain't No Sunshine" (Bill Withers)
9. "Carmen Fantaisie" (Georges Bizet) przy współpracy z Paco Peña, gitara
10. "Air" (J.S. Bach)
11. "Zorba's Dance" (Z filmu Grek Zorba))
12. "Chelsea Girl" (David Garrett, Franck van der Heijden)
13. "Rock Prelude" (David Garrett, Franck van der Heijden)
14. "Duelling Banjos" (z filmu Deliverance)(Bonus track)